# 46-я гвардейская стрелковая дивизия

Первый командир дивизии, Сергей Исаевич Карапетян

46-я гварде́йская стрелко́вая Краснознамённая диви́зия — стрелковая дивизия РККА (ВС СССР) во время Великой Отечественной войны. Участвовала в боях на западном направлении.

## История
46-я гвардейская стрелковая дивизия ведёт свою историю от 174-й стрелковой дивизии (2-го формирования), сформированной в 1942 году.

### Боевой путь
За проявленную отвагу в боях за Отечество с немецкими захватчиками, за стойкость, мужество, дисциплину и организованность, за героизм личного состава 10 октября 1942 года была преобразована в 46-ю гвардейскую стрелковую дивизию.
Дивизия вошла в состав 3-й ударной армии, получили звание гвардейских все полки дивизии: 494-й полк стал 135-м гвардейским, 508-й — 139-м, 628-й — 141-м, 730-й — 97-м гвардейским артиллерийским полком.
За успешные действия при взятии Коротояка значительная часть личного состава соединения была награждена правительственными орденами и медалями. По случаю успешного осуществления Коротоякской операции дивизию посетил командующий фронтом Маршал Советского Союза Н. Ф. Ватутин и поздравил с большим успехом. Он сердечно поздравил полковника Карапетяна и ходатайствовал о присвоении дивизии почётного звания гвардейской. Командир дивизии полковник С. И. Карапетян был представлен к награждению орденом Кутузова II степени, ему присвоили воинское звание генерал-майор.
С ноября 1942 года дивизия в составе 5-го стрелкового корпуса принимает участие в боях в районе Великие Луки, Невель.
Дивизия участвовала в освобождение Латвии. 22 октября 1944 года Указом Президиума Верховного Совета СССР  за образцовое выполнение заданий командования в боях с немецкими захватчиками при прорыве обороны противника юго-восточнее города Рига и проявленные при этом доблесть и мужество дивизия награждена Орденом Красного Знамени.
Войну дивизия закончила в составе 22-го гвардейского стрелкового корпуса 6-й гвардейской армии Ленинградского фронта, блокируя Курляндскую группировку войск противника в районе Приекуле.
В июле 1945 года 46-я гвардейская стрелковая Краснознамённая дивизия расформирована.

## Состав
- 135-й гвардейский стрелковый полк
- 139-й гвардейский стрелковый полк
- 141-й гвардейский стрелковый полк
- 97-й гвардейский артиллерийский полк
- 51-й отдельный гвардейский истребительно-противотанковый дивизион
- 42-я отдельная гвардейская разведывательная рота
- 50-й отдельный гвардейский сапёрный батальон
- 68-й отдельный гвардейский батальон связи
- 522-й отдельный медико-санитарный батальон
- 48-я отдельная гвардейская рота химической защиты
- 606-я (47-я) автотранспортная рота
- 636-я (52-я) полевая хлебопекарня
- 639-й (45-й) дивизионный ветеринарный лазарет
- 1526-я полевая почтовая станция
- 1416-я полевая касса Госбанка

## Подчинение
- С ноября 1942 года дивизия в составе 5-го стрелкового корпуса.
- В 1945 году в составе 22-го гвардейского стрелкового корпуса 6-й гвардейской армии Ленинградского фронта.

## Командование
Дивизией командовали:
- генерал-майор Карапетян, Сергей Исаевич, 4 мая 1942 — 7 февраля 1944;
- генерал-майор Некрасов, Иван Михайлович, 8 февраля — 15 мая 1944;
- полковник Васильев, Кузьма Андреевич, 16 мая — 22 ноября 1944;
- генерал-майор Савчук, Валерий Иванович, 23 ноября 1944 — январь 1946;
- генерал-майор Кулагин, Иван Яковлевич, январь 1946 — июль 1946.

Начальник штаба дивизии:
- гвардии полковник Котик, Борис Львович - ноябрь 1944 - после 19 мая 1945

Полками дивизии командовали
135-й гвардейский стрелковый полк:
- Шаплюк Феодосий Григорьевич (28.03.1943 — 04.03.1944), отстранён (?);
- Петушков Николай Иванович (00.12.1943 — 04.04.1944) (?);
- Богданов Михаил Дмитриевич (04.04.1944 — 12.05.1944), ранен;
- Капустин Александр Семёнович (23.05.1944 — 15.06.1944);
- Кошелев Николай Александрович (09.08.1944 — 01.02.1945);
- Байдак Антон Никифорович (01.02.1945 — 01.02.1945);
- Точилкин Михаил Гаврилович (03.02.1945 — 13.07.1945);
- Кореневский Николай Александрович (19.10.1945 — 17.05.1946).

139-й гвардейский стрелковый полк:
- Абилов Иманхан Ширмаммедович (5.12.1942 - 12.05.1944), трижды ранен;
- Добжиков Фёдор Львович (10.10.1942 — 07.02.1944), ранен;
- Михайлов Михаил Максимович (14.02.1944 — ??.05.1944), отстранён;
- Зорин Владимир Александрович (18.05.1944 — 23.05.1944);
- Тарасов Василий Васильевич (с 23.05.1944);
- Кругликов Евсей Зиновьевич (20.07.1944 — 31.10.1944);
- Владимировский Аркадий Наумович (27.10.1944 — 18.03.1945), погиб 18.03.1945;
- Саакян Гурген Бакшиевич (с 22.11.1944) (?);
- Озерский Вениамин Маркович (23.04.1945 — 31.01.1946);
- Яремчук Мефодий Платонович (с 24.02.1946).

141-й гвардейский стрелковый полк:
- Романенко Павел Викторович (30.04.1942 — 23.08.1943);
- Шкуренко Николай Иванович (25.07.1943 — 21.12.1944), погиб 21.12.1944;
- Жданович Иван Алексеевич (12.08.1943 — 22.10.1943);
- Комаров Николай Дмитриевич (с 16.09.1943);
- Романенко Павел Викторович (с 22.10.1943);
- Глемба Николай Петрович (16.08.1944 — 10.10.1944), ранен;
- Равдо Иван Иванович (10.10.1944 — 08.01.1945);
- Тарасов Василий Васильевич (08.01.1945 — 06.03.1945), ранен;
- Панков Сергей Михайлович (19.02.1945 — 16.03.1945), погиб 16.03.1945;
- Давиденко Василий Фёдорович (28.03.1945 — 08.05.1945);
- Пономарёв Михаил Кузьмич (08.05.1945 — 06.10.1945).

97-й гвардейский артиллерийский полк:

## Наименования и награды
- Почетное звание «Гвардейская» . 10 октября 1942 года. За проявленную отвагу в боях за Отечество с немецкими захватчиками, за стойкость, мужество, дисциплину и организованность, за героизм личного состава.
- 22 октября 1944 года Указом Президиума Верховного Совета СССР за образцовое выполнение заданий командования в боях с немецкими захватчиками при прорыве обороны противника юго-восточнее города Рига и проявленные при этом доблесть и мужество дивизия награждена Орденом Красного Знамени.[3]

## Отличившиеся воины
Кавалеры ордена Славы трёх степеней.
- Андреев, Константин Павлович, гвардии младший сержант, разведчик 139-го гвардейского стрелкового полка.
- Досманов Даулет, гвардии рядовой, стрелок 135-го стрелкового полка.[5]
- Головлёв Сергей Алексеевич, гвардии старший сержант, наводчик миномёта 139-го гвардейского стрелкового полка.
- Грицак, Николай Иванович, гвардии старшина, командир отделения взвода пешей разведки 139-го гвардейского стрелкового полка
- Калаев, Семён Дзагеевич, гвардии старший сержант, командир расчёта миномётной роты 135-го гвардейского стрелкового полка.
- Киселёв, Трофим Кузьмич, гвардии младший сержант, разведчик 42-й отдельной гвардейской разведывательной роты.
- Кора, Николай Васильевич, гвардии старший сержант, помощник командира взвода пешей разведки 139-го гвардейского стрелкового полка.
- Котов, Василий Григорьевич, гвардии сержант, командир взвода 42-й отдельной гвардейской разведывательной роты.
- Орешников, Владимир Михайлович, гвардии старший сержант, командир расчёта 45-мм пушки 141-го гвардейского стрелкового полка.

## Память
- музей Боевой Славы 46-й гвардейской стрелковой дивизии и краеведения Покровской средней школы

## Известные люди служившие в дивизии
- Барковский, Анатолий Александрович - В 1944 году, гвардии старший лейтенант, командир роты ПТР 135-го гвардейского стрелкового полка. Впоследствии советский дипломат, Чрезвычайный и полномочный посол.